# Valsequillo de Gran Canaria
Valsequillo de Gran Canaria è un comune spagnolo di 7 964 abitanti situato nella comunità autonoma delle Canarie.